# Lijst van rivieren in Saskatchewan

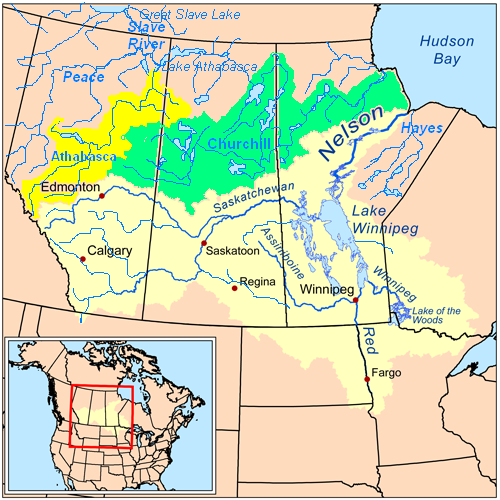
Stroomgebieden in Alberta, Saskatchewan en Manitoba.

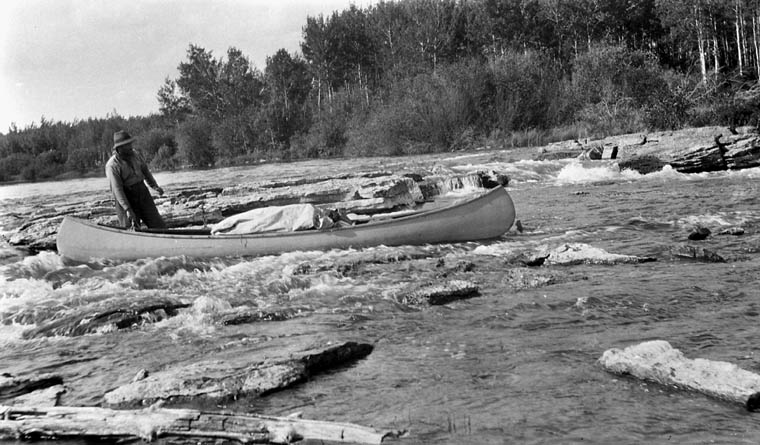
Navigeren in de stroomversnellingen van de Sturgeon-Weir.

Dit is een lijst van rivieren in Saskatchewan, een provincie van Canada. 

## Statistieken van de grootste rivieren in Saskatchewan
| Rivier                                                  | Stroomgebied (totaal) | Lengte (totaal) |
| ------------------------------------------------------- | --------------------- | --------------- |
| North Saskatchewan                                      | 122.800 km2           | 1.287 km        |
| South Saskatchewan (tot de bovenloop van de Bow)        | 335.900 km2           | 1.939 km        |
| Saskatchewan (tot de bovenloop van de Bow)              | 146.100 km2           | 1.392 km        |
| Churchill (tot de bovenloop Churchillmeer)              | 281.300 km2           | 1.609 km        |
| Beaver (tot de uitmonding van het Beavermeer)           | N/A                   | 491 km          |
| Battle (tot de bovenloop van het Pigeonmeer)            | 30.300 km2            | 570 km          |
| Fond du Lac (vanaf de uitmonding van het Wollastonmeer) | 66.800 km2            | 277 km          |

Bron: Statistics Canada

## Rivieren naar drainagebekken
De rivieren in deze lijst zijn geordend naar drainagebekken en de opeenvolgende zijrivieren zijn ingesprongen weergegeven onder de naam van elke hoofdrivier.

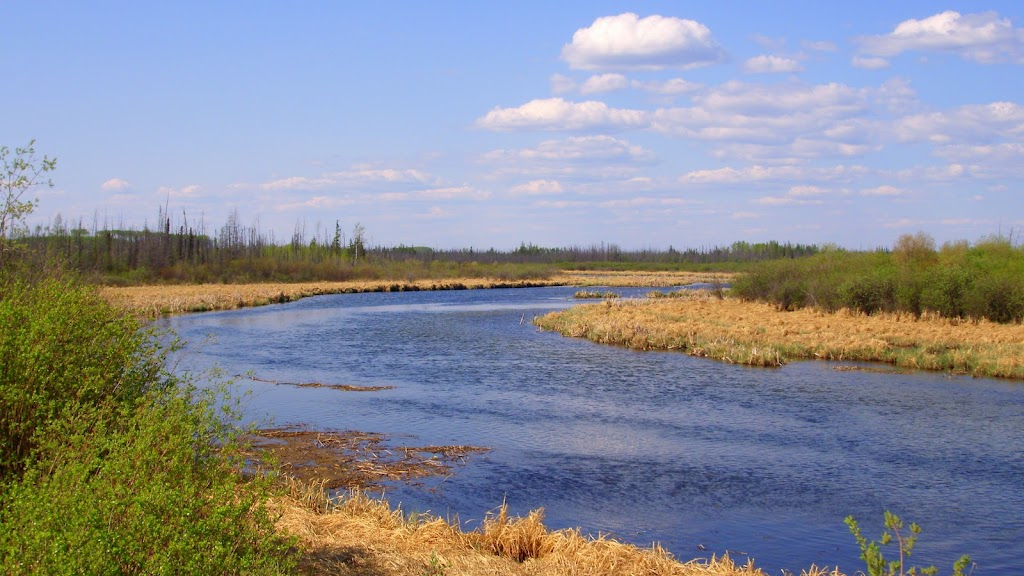
La Loche.

Panorama Qu'Appelle Valley.

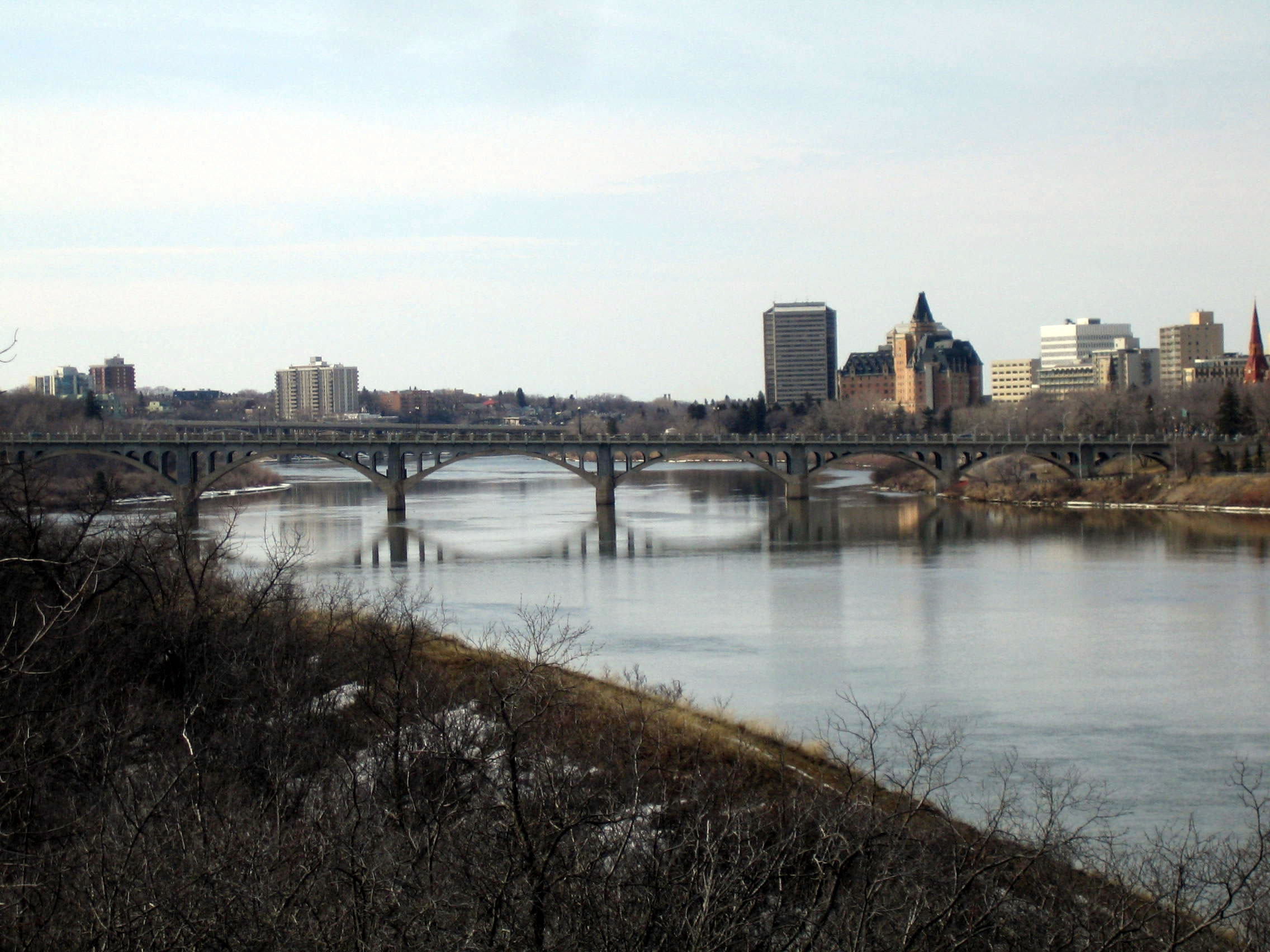
University Bridge over de South Saskatchewan bij Saskatoon.

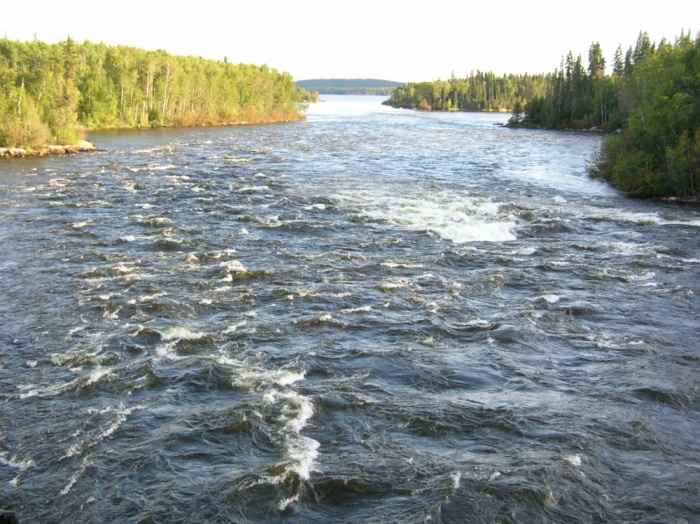
Otter rapids in de Churchill.

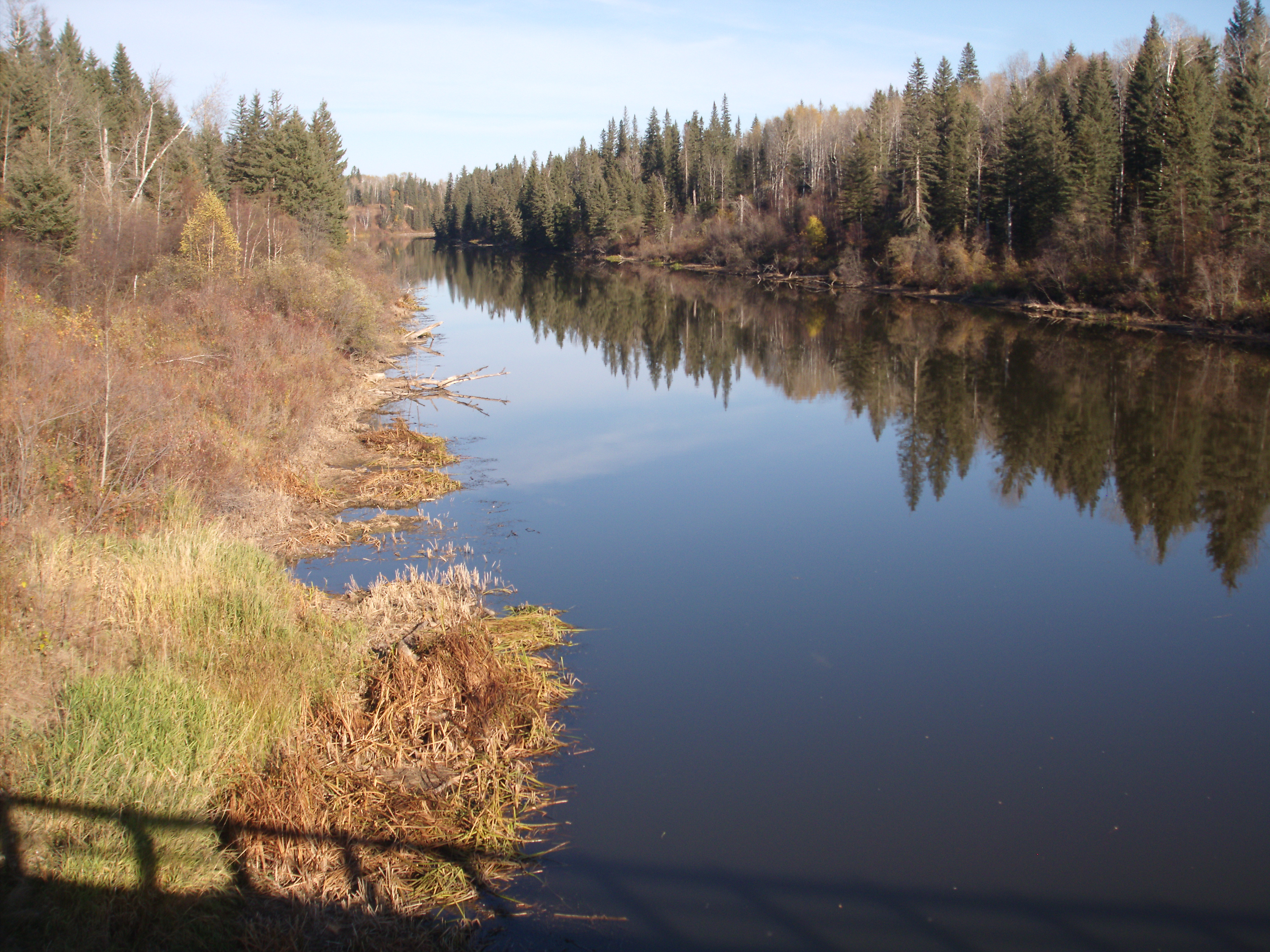
De Beaver ten noorden van Green Lake

### Noordelijke IJszee
- Fond du Lac
- Cree
  - Rapid
- Geikie (Wollastonmeer)
- Clearwater
- Firebag

### Hudsonbaai
- Assiniboine
  - Qu'Appelle
    - Pheasant Creek
    - Wascana Creek (Regina)

  - Whitesand
  - Souris
    - Antler
    - Des Lacs
    - Gainsborough Creek
- Churchill
  - Beaver
  - Waterhen
  - Whitefish
  - Reindeer
  - Nemei
  - Cochrane
  - Geikie
  - La Loche
  - Montreal
  - Rapid (zijrivier van de Churchill)
- Saskatchewan
  - Carrot
  - North Saskatchewan
    - Battle
    - Sturgeon
    - Sturgeon-Weir

  - South Saskatchewan
    - Red Deer
    - Fish Creek

### Golf van Mexico
- Mississippi (Verenigde Staten)
  - Missouri (Verenigde Staten)
    - Poplar
    - Milk
      - Frenchman
      - Battle Creek (zijrivier van de Milk)

    - Big Muddy Creek (zijrivier van de Missouri)